# 塩水港精糖
塩水港精糖株式会社（えんすいこうせいとう）は、砂糖の製造販売を行う日本の製糖会社。『パールエース』印の砂糖で知られる。

## 概要
1903年（明治36年）に台湾塩水港庁下岸内庄（現・台南市塩水区）に現地資本により設立された「塩水港製糖会社」が源流。日本で3番目に古い伝統を持つ製糖会社である。また、台湾での創業から社名がそのまま単独で受け継がれている、数少ない企業の一つである。
1907年に旧「塩水港製糖会社」を継承して株式会社として再編され、台湾島内で7工場が稼働、台湾四大製糖会社の一つに発展した。創業時より資本参加し、最盛期には筆頭株主であった鈴木商店が1927年に破綻したことにより、主力工場（旗尾、恒春）は台湾製糖に移譲された。
第二次世界大戦後、塩水港製糖の日本国内の資産を継承して1950年に「塩水港倉庫」が設立され、まもなく商号変更されて「塩水港精糖」が誕生した。
一方、台湾の新営製糖所、岸内製糖所第一第二工場、花蓮製糖所、溪州製糖所、台中製糖所は終戦後国民政府に接収され、それぞれ新営総廠、岸内糖廠、光復糖廠、溪州糖廠、台中糖廠と改名したが、2022年現在はいずれも工場としては閉鎖され生産は行われていない。
1964年（昭和39年）から大洋漁業（現在のマルハニチロ）と資本提携を行っていた。2005年（平成17年）3月には傘下を離脱し三菱商事の系列となったが、2022年11月に筆頭株主が大東製糖になった。
澱粉を原料としたサイクロデキストリン（環状オリゴ糖）に関する技術を有し、開発した商品は甘味料における「オリゴ糖」ブームのきっかけともなった。

## 沿革

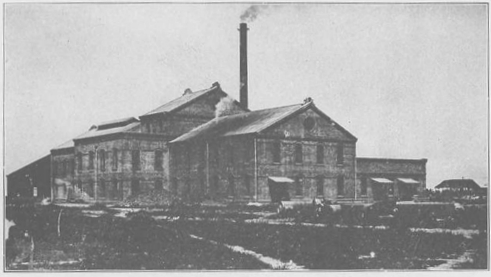
1908年の塩水港精糖

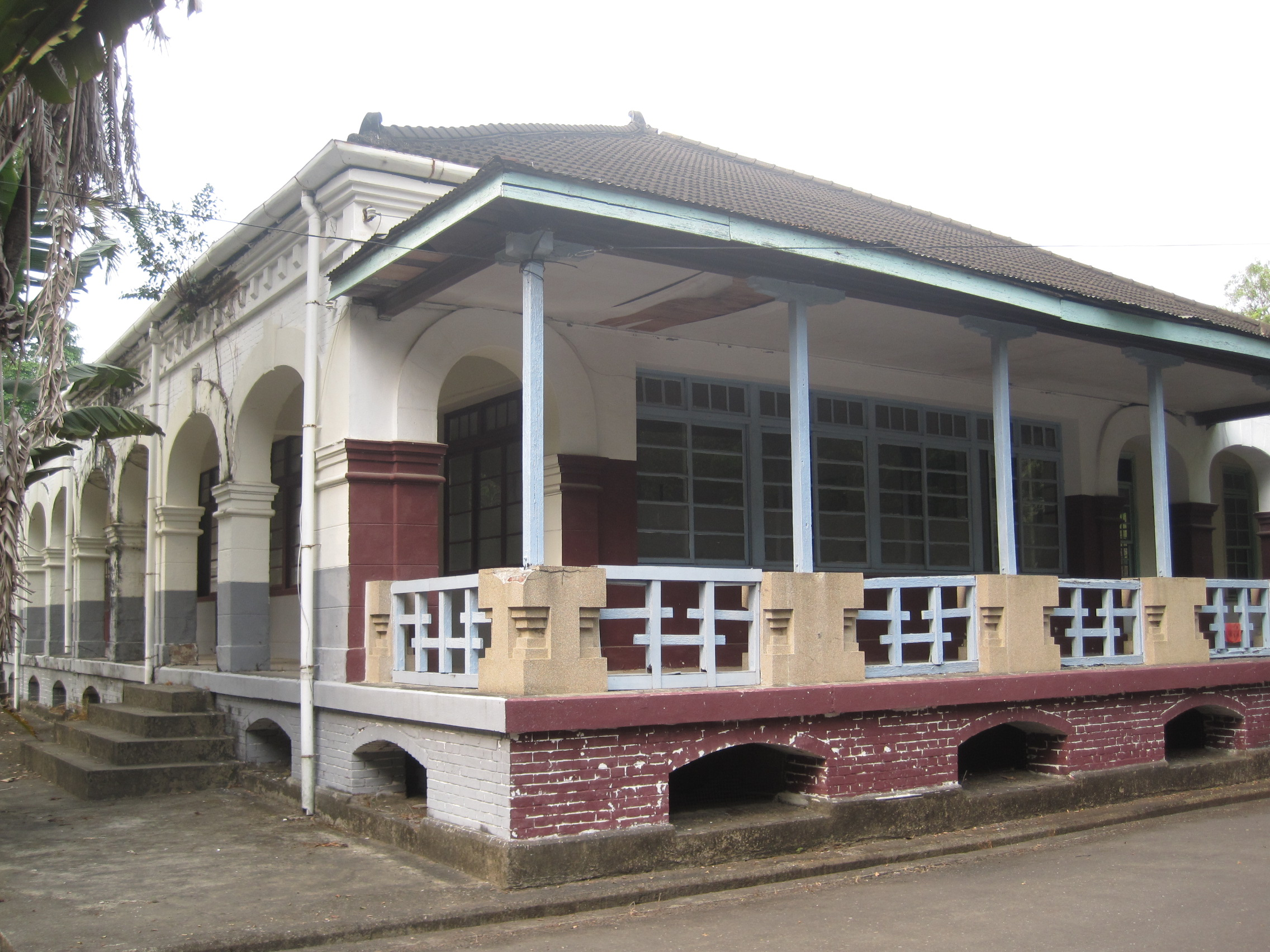
旧本社事務所は台南市の市定古蹟「原鹽水港製糖株式會社總社辦公室」として保存されている

- 1903年（明治36年）12月 - 臺灣鹽(塩)水港廳岸内庄で（旧）鹽水港製糖會社（商法によらない台湾人のみの組合組織、資本金30万円）が創立。台湾総督府糖務局台南支所長堀宗一（技師長、後に塩水港製糖の常務取締役に）の折衝で南部巨商の王雪農が社長に就任[8]。
- 1905年（明治38年）4月 - 岸内庄から新営庄駅までの人車軌道敷設につき、旅客および荷物運送の営業開始する[9]。
- 1906年（明治39年）- 支配人に槇哲が就任して赤字を整理し、配当始まる[8]
- 1907年（明治40年）3月 - 社名を鹽水港製糖とすると共に、東京株式市場に上場する。社長に荒井泰治、常務に槇哲（1917年より社長）就任[8]。
- 1908年（明治41年）- 販売特約店として、鈴木商店（神戸）、安部幸兵衛商店（横浜）、大阪糖業（大阪）の3社を指定[8]
- 1910年（明治43年）- 姉妹会社である高雄の高砂製糖株式会社を合併[10]
- 1909年（明治42年）5月20日 - 蒸気機関車動力による軽便鉄道規格の専用線新営庄－塩水港間旅客営業開始、台湾最初の蒸気動力による糖業旅客鉄道となる。12月には、岸内工場で耕地白糖製造に成功[8][11]。
- 1911年（明治44年）- 岸内第2工場に大規模な耕地白糖設備を設置し増産体制へ[8]
- 1914年（大正3年）- 拓殖事業を開始し、台湾東部開拓のパイオニアとなる[8]
- 1927年（昭和2年）- 大株主の鈴木商店破綻。高雄の2工場を台湾製糖に売却[8]
- 1928年（昭和3年）- 疑獄事件により槇哲社長が引責辞任し、入江海平が社長となるも1年で辞任[12]
- 1931年（昭和6年）- 槇哲、相談役として復帰（のち社長）[12]
- 1938年（昭和15年）- 新日本砂糖工業（資本金2,500万円）を設立し、国策パルプの製造を開始[8]
- 1939年（昭和16年）- 社長に岡田幸三郎就任[8]
- 1945年（昭和20年）11月 - 台湾における資産が国民政府に接収された（現台湾糖業公司）。
- 1950年（昭和25年）
  - 7月 - 大阪府大阪市において（旧）鹽水港製糖會社の資産を引き継ぎ、塩水港倉庫株式会社として設立。
  - 8月 - 塩水港精糖株式会社に改称。
- 1951年（昭和26年）1月 - 大阪市此花区において精糖事業を復活。
- 1961年（昭和36年）10月 - 東京証券取引所第2部に上場。
- 1963年（昭和38年）8月 - 粗糖輸入自由化実施。
- 1964年（昭和39年）8月 - 大洋漁業株式会社（現在のマルハニチロ）と資本提携。
- 1966年（昭和41年）3月 - 神奈川県横浜市に横浜工場竣工。
- 1969年（昭和44年）4月 - 業績悪化に伴い（旧）大阪工場閉鎖。
- 1973年（昭和48年）1月 - 大阪府泉佐野市に大阪工場竣工。大阪での生産を再開。
- 1979年（昭和54年）7月 - 大阪工場を大新製糖株式会社に譲渡。
- 1982年（昭和57年）4月 - 農林水産省食品総合研究所と共同して、サイクロデキストリンの研究に着手。エントウ産業株式会社（後の株式会社イーエス）設立。
- 1983年（昭和58年）10月 東洋精糖株式会社と業務提携し、太平洋製糖株式会社を設立。横浜工場を賃貸し、翌年1月に共同生産開始。サイクロデキストリンの生産を開始。
- 1990年（平成2年）11月 - 乳果オリゴ糖の生産を開始。
- 1992年（平成4年）3月 - 乳果オリゴ糖の市販用製品販売開始。
- 1993年（平成5年）10月 - 大新製糖株式会社を吸収合併。
- 1995年（平成7年）10月 - 乳果オリゴ糖「オリゴのおかげ」が厚生省「特定保健用食品」標示許可取得。
- 1997年（平成9年）
  - 5月 -「横浜・さとうのふるさと館」開館（2004年5月閉館）。
  - 6月 - 株式会社横浜国際バイオ研究所設立。研究部門を分離。
- 2001年（平成13年）
  - 3月 - 東洋精糖、日本精糖（現フジ日本精糖）と業務提携し、太平洋製糖株式会社で10月共同生産開始。9月横浜工場を太平洋製糖株式会社へ譲渡。
  - 10月 - 大日本明治製糖と業務提携（11月大東製糖が参加）し、2002年3月に関西製糖株式会社を設立。大阪工場を賃貸し、2002年7月に共同生産開始。
- 2005年（平成17年）3月 - マルハとの資本提携を解消。三菱商事と資本提携。パールエースの株式取得[13]。
- 2011年（平成23年）1月 -（旧）株式会社パールエースをパールエース株式会社に商号変更。パールエース株式会社から（新）株式会社パールエースを新設分割で設立し、パールエース株式会社を吸収合併。株式会社イーエスを吸収合併。
- 2014年（平成26年）1月 - 東京証券取引所第1部に指定替え。
- 2022年（令和4年）4月 - 東京証券取引所の市場区分の見直しによりスタンダード市場へ移行。
- 2023年（令和5年）7月 - 大東製糖と業務提携。

## 関係会社

### 連結子会社
- パールエース（東京都中央区）（食品事業）
- パールフーズ（東京都中央区）（食品事業）

### 関連会社
- 太平洋製糖（神奈川県横浜市鶴見区）
- 関西製糖（大阪府泉佐野市）
- 南西糖業（東京都千代田区）
- ナルミヤ